# Hermann Paulsen
Hermann Paulsen (* 2. Februar 1918 in Elmshorn; † 10. Juni 2011 in Kiel) war deutscher Sonderschullehrer, Schuldirektor, Mathematiker und Künstler.

## Leben und Werk
Hermann Paulsen lebte und arbeitete in Kiel. Bekannt wurde er durch seine unmöglichen Figuren, illusionistische Gebilde, die ähnlich den grafischen Darstellungen M. C. Eschers geometrisch konstruiert sind und die Illusion einer dreidimensionalen Figur entstehen lassen. Des Weiteren schuf er auch Schnitzereien und Skulpturen und verfasste diverse Bücher über seine künstlerischen Werke, einige als Lehrbücher, und eine Autobiografie in drei Teilen.

## Ausstellungen
- 1936/37: Teilnahme an Volkskunstausstellungen mit Holzschnitzereien in Kiel, Berlin, Leipzig, Essen
- 1947/48: Teilnahme an Ausstellung in Flensburg („Arfkü“)
- 1983: Teilnahme an Ausstellungen in Schleswig-Holstein und Dänemark, Como und Caglio/Italien, Utrecht/Holland, Ratingen/Düsseldorf
- 1985: Einzelausstellung in Apenrade (Dänemark)
- 1986: Einzelausstellung im Kieler Schloss
- 1991/92: Einzelausstellung, 3D Museum in Dinkelsbühl
- 1995/96: Einzelausstellung, Phänomenta in Flensburg
- 1996: Einzelausstellung, ZIF der Uni Bielefeld
- 1996: Einzelausstellung, Imaginata der Uni Jena
- 1997: Einzelausstellung, Phänomenta Bremerhaven
- 1999: Einzelausstellung, Phänomenta in Lüdenscheid
- 2002: Teilnahme an einer Ausstellung, Städtisches Museum Kiel
- 2002: Unmögliche Figuren, Spectrum Galerie (Deutsches Technikmuseum) in Berlin
- 2012: [Un]mögliche Räume (Retrospektive), Phänomenta in Flensburg